# 中須田駅
中須田駅（なかすだえき）は、かつて北海道檜山郡上ノ国町字中須田にあった北海道旅客鉄道（JR北海道）江差線の駅（廃駅）。事務管理コードは▲141415。

## 歴史

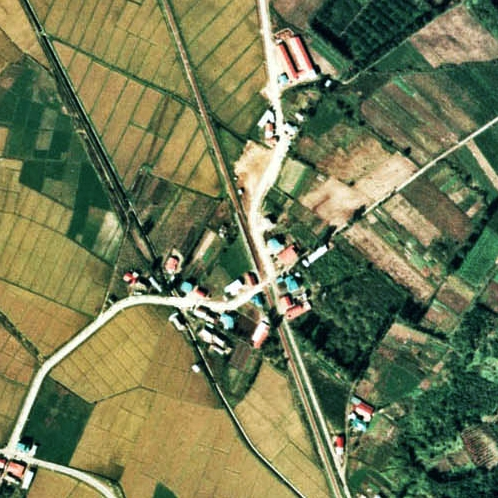
1976年の中須田駅と周囲約500m範囲。上が江差方面。

江差線が全通した際には存在していなかった駅で、当時の周辺住民は桂岡駅を利用していた。のちに住民の陳情を受けて1948年（昭和23年）に仮乗降場として開業、1955年（昭和30年）に駅に昇格した。
- 1948年（昭和23年）[3]：国有鉄道江差線の中須田仮乗降場（局設定）として開業。旅客のみ取扱い。
- 1949年（昭和24年）6月1日：日本国有鉄道法施行に伴い、日本国有鉄道（国鉄）に継承。
- 1955年（昭和30年）3月5日：駅に昇格。木造駅舎設置。ただし駅員無配置[1][4]。
- 1986年（昭和61年）12月23日：旧駅舎を取り壊し、貨車改造駅舎を設置[1]。
- 1987年（昭和62年）4月1日：国鉄分割民営化により北海道旅客鉄道（JR北海道）に継承。
- 2014年（平成26年）5月12日：江差線の木古内駅 - 江差駅間の廃止に伴い廃駅[5]。

### 駅名の由来
字名より。地名由来ははっきりせず、かつては中下、中志田などとも表記された。

## 駅構造
単式ホーム1面1線を有する地上駅で、開業当初から無人駅。ホーム脇に車掌車改造の駅舎が設置されていた。

## 利用状況
| 乗車人員推移 | 乗車人員推移     |
| 年度         | 一日平均乗車人員 |
| ------------ | ---------------- |
| 2011         | 0                |
| 2012         | 0                |
| 2013         | 0                |

## 駅周辺
- 江差警察署中須田駐在所
- 中須田郵便局
- 石山
- 上ノ国町立河北小学校
- 河北保育所

## 駅跡
2018年7月現在、プラットホームや待合室、レールなどは全て解体撤去され、道床だけが残っている。
函館バスの江差線廃止代替路線「江差木古内線」の停留所「豊田」が駅跡最寄りの道路上に設置されている。当駅付近は集落のある北海道道5号江差木古内線から離れていることから、代替バスはループ状の経路で運行されている。

## 隣の駅
北海道旅客鉄道（JR北海道）
江差線
桂岡駅 - 中須田駅 - 上ノ国駅